# Bảo tàng Văn học Henryk Sienkiewicz ở Poznań
Bảo tàng Văn học Henryk Sienkiewicz ở Poznań (tiếng Ba Lan: Muzeum Literackie Henryka Sienkiewicza w Poznaniu) là một bảo tàng tiểu sử triển lãm về cuộc đời và sự nghiệp của nhà văn Henryk Sienkiewicz, tọa lạc tại số 84 Quảng trường chợ cũ, Poznań, Ba Lan. Bảo tàng là một chi nhánh của Thư viện Raczyński.

## Lược sử hình thành
Bảo tàng Văn học Henryk Sienkiewicz ở Poznań chính thức mở cửa đón công chúng vào ngày 10 tháng 6 năm 1978. Các bộ sưu tập của Bảo tàng được trưng bày trong một ngôi nhà chung cư trước đây thuộc sở hữu của kiến trúc sư Jan Baptiste Quadro - ông chính là người thiết kế kiến trúc Tòa thị chính Poznań vào các năm 1554-1558.
Tháng 11 năm 2010, Bảo tàng tạm thời đóng cửa để tu sửa tòa nhà chung cư. Bảo tàng hoạt động trở lại vào ngày 6 tháng 6 năm 2014. Các cuộc triển lãm tại Bảo tàng được làm phong phú hơn với các gian triển lãm đa phương tiện. Bảo tàng đón khoảng 8.000 khách tham quan mỗi năm.

## Triển lãm
Bộ sưu tập của Bảo tàng Văn học Henryk Sienkiewicz ở Poznań hiện đang bao gồm các triển lãm sau: thư từ của nhà văn, bản thảo, hình ảnh, huy chương, ấn bản đầu tiên của các tác phẩm riêng lẻ, bản dịch nhiều thứ tiếng, các tác phẩm nghệ thuật lấy cảm hứng từ các tác phẩm của Henryk Sienkiewicz, và các thứ khác.